# 鲍勃·马利与哭泣者乐队
鲍勃·马利与哭泣者乐队（英語：Bob Marley and the Wailers）是一支牙买加雷鬼和斯卡曲風的乐队，于1963年由音乐人鲍勃·马利、彼得·托什和邦尼·韦勒创建。